# George Bancroft
George Bancroft (n. 30 septembrie 1882, Pennsylvania, SUA – d. 2 octombrie 1956, Santa Monica, California, SUA) a fost un actor de film american. Acesta a avut o carieră de 17 ani (1925-1942) și a interpretat numeroase roluri la Hollywood.

## Biografie
Bancroft s-a născut în Philadelphia, Pennsylvania în 1882. A urmat cursurile Tomes Institute din Port Deposit, Maryland.
După ce a lucrat pe nave comerciale de la vârsta de 14 ani, Bancroft a fost ucenic pe USS Constellation⁠(en)[traduceți] și mai târziu a lucrat pe USS Essex⁠(en)[traduceți]. În plus, în timpul Bătăliei de la Manila Bay⁠(d) (1898), acesta a fost un artilerist pe USS Baltimore⁠(en)[traduceți]. În timpul zilelor petrecute în marină, a organizat piese de teatru la bordul navei.
În 1900, a înotat sub carena navei de luptă USS Oregon⁠(en)[traduceți] pentru a verifica amploarea pagubelor suferite după lovirea unei stânci în largul coastei Chinei. Pentru această acțiune, Bancroft a primit un post la Academia Navală a Statelor Unite, dar a considerat că este prea restrictiv și a decis să urmeze o carieră în teatru.

## Cariera
În 1901, Bancroft a început să interpreteze roluri juvenile în piese de teatru muzical. În vodevil, a realizat rutine blackface și a imitat diverse celebrități. Rolurile sale pe Broadway includ comediile muzicale Cinders (1923) și The Rise of Rosie O'Reilly (1923).
Unul dintre primele sale filme a fost The Journey's End (1921). Primul rol principal a fost în The Pony Express⁠(d) (1925), iar în anul următor a jucat un rol secundar important alături de Wallace Beery, Charles Farrell⁠(d) și Esther Ralston⁠(d) în filmul istoric Old Ironsides⁠(d) (1926). Au urmat lungmetrajele  Paramount Pictures Declasații (1927) (de Josef von Sternberg) și The Docks of New York⁠(d) (1928). A fost nominalizat la Premiul Oscar pentru cel mai bun actor în 1929 pentru rolul din Thunderbolt⁠(d). A interpretat rolul principal în The Wolf of Wall Street⁠(d) (1929; lansat chiar înainte de crahul de pe Wall Street) și a apărut atât în Paramount on Parade⁠(d) (1930), cât și în  Blood Money⁠(d) (1933). Apogeul carierei sale a fost în perioada filmelor mute și niciunul dintre primele sale filme sonore nu a avut același impact.
Deși a ajuns să interpreteze cu precădere roluri secundare la începutul anilor 1930, acesta a continuat să apară în filme clasice precum Extravagantul Mr. Deeds (1936) cu Gary Cooper, Îngeri cu fețe murdare (1938) cu James Cagney și Humphrey Bogart, Mor de fiecare răsărit⁠(d) (1939) cu Cagney și George Raft și Diligența (1939) cu John Wayne și Thomas Mitchell. În 1942, a părăsit industria cinematografică pentru a deveni fermier cu normă întreagă.

## Viața personală și moartea
Bancroft s-a căsătorit pentru prima dată cu actrița Edna Brothers. Trei ani mai târziu, s-a căsătorit cu starul Octavia Broske⁠(d). În 1934, Brothers l-a dat în judecată, susținând că nu au divorțat legal. Doi ani mai târziu, cazul a fost soluționat, iar Brothers a obținut divorțul.
Pe 2 octombrie 1956, Bancroft a murit în Santa Monica, California la vârsta de 74 de ani. A fost înmormântat în Cimitirul Memorial Woodlawn⁠(d).

## Filmografie
- The Journey's End (1921) - The Ironworker
- The Prodigal Judge (1922) - Cavendish
- Driven (1923) - Lem Tolliver
- Teeth (1924) - Dan Angus
- The Deadwood Coach (1924) - Tex Wilson
- Code of the West (1925) - Enoch Thurman
- The Rainbow Trail (1925) - Jake Willets
- The Pony Express (1925) - Jack Slade
- The Splendid Road (1925) - Buck Lockwell
- The Enchanted Hill (1926) - Ira Todd
- Sea Horses (1926) - Cochran
- The Runaway (1926) - Lesher Skidmore
- Old Ironsides (1926) - Gunner
- White Gold (1927) - Sam Randall
- Too Many Crooks (1927) - Bert the Boxman
- Underworld (1927) - 'Bull' Weed
- Tell It to Sweeney (1927) - Cannonball Casey
- The Rough Riders (1927) - Happy Joe
- The Showdown (1928) - Cardan
- The Drag Net (1928) - Two-Gun Nolan
- The Docks of New York (1928) - Bill Roberts
- The Wolf of Wall Street (1929) - The Wolf
- Thunderbolt (1929) - Thunderbolt Jim Lang
- The Mighty (1929) - Blake Greeson
- Paramount on Parade (1930) - Mug
- Ladies Love Brutes (1930) - Joe Forziati
- Derelict (1930) - Bill Rafferty
- Scandal Sheet (1931) - Mark Flint
- Rich Man's Folly (1931) - Brock Trumbull
- The World and the Flesh (1932) - Kylenko
- Lady and Gent (1932) - Stag Bailey
- Blood Money (1933) - Bill Bailey
- Elmer and Elsie (1934) - Elmer Beebe
- Hell-Ship Morgan (1936) - Căpitanul Ira 'Hell-Ship' Morgan
- 1936 Extravagantul domn Deeds	(Mr. Deeds Goes to Town), regia Frank Capra
- Wedding Present (1936) - Pete Stagg
- A Doctor's Diary (1937) - Dr. Clem Driscoll
- John Meade's Woman (1937) - Tim Mathews
- Racketeers in Exile (1937) - William Waldo
- Submarine Patrol (1938) - Capt. Leeds
- Angels with Dirty Faces (1938) - Mac Keefer
- Stagecoach (1939) - Marshal Curley Wilcox
- Each Dawn I Die (1939) - John Armstrong
- Espionage Agent (1939) - Dudley Garrett
- Rulers of the Sea (1939) - Căpitanul Oliver
- Green Hell (1940) - 'Tex' Morgan
- Young Tom Edison (1940) - Samuel 'Sam' Edison
- When the Daltons Rode (1940) - Caleb Winters
- Northwest Mounted Police (1940) - Jacques Corbeau
- Little Men (1940) - Maiorul Burdle
- Texas (1941) - Windy Miller
- The Bugle Sounds (1942) - 'Russ' Russell
- Syncopation (1942) - Steve Porter
- Whistling in Dixie (1942) - Șeriful Claude Stagg (rol final de film)